# Pomnik Żołnierzy Wojska Polskiego we Wrocławiu
Pomnik Żołnierzy Wojska Polskiego we Wrocławiu – pomnik, wzniesiony na Cmentarzu Żołnierzy Polskich w 1979 r., 9 lat po otwarciu cmentarza.
Dla upamiętnienia żołnierzy polskich, poległych w walkach z hitlerowskim agresorem w latach 1939-1945, odsłonięto 11 października 1979 r. na Cmentarzu Żołnierzy Polskich pomnik według projektu Łucji Skomorowskiej-Wilimowskiej. Pomnik wysokości 23 m, z żelbetu, ma kształt stylizowanych dwóch skrzydeł husarskich. W dolnej części skrzydeł znajdują się płaskorzeźby przedstawiające szarżujących ułanów z kampanii wrześniowej i żołnierzy II Armii Wojska Polskiego z karabinami oraz daty 1939 i 1945. Przed pomnikiem znajduje się tablica dedykacyjna oraz trzy znicze. Pomnik jest wyeksponowany na sztucznym wzgórzu, na szczyt którego prowadzą monumentalne schody.